# Bartley (Nebraska)
Pour les articles homonymes, voir Bartley.
Bartley est un village du comté de Red Willow, dans l'État du Nebraska, aux États-Unis. En 2020, il comptait une population de 270 habitants.